# Joachim Haspinger

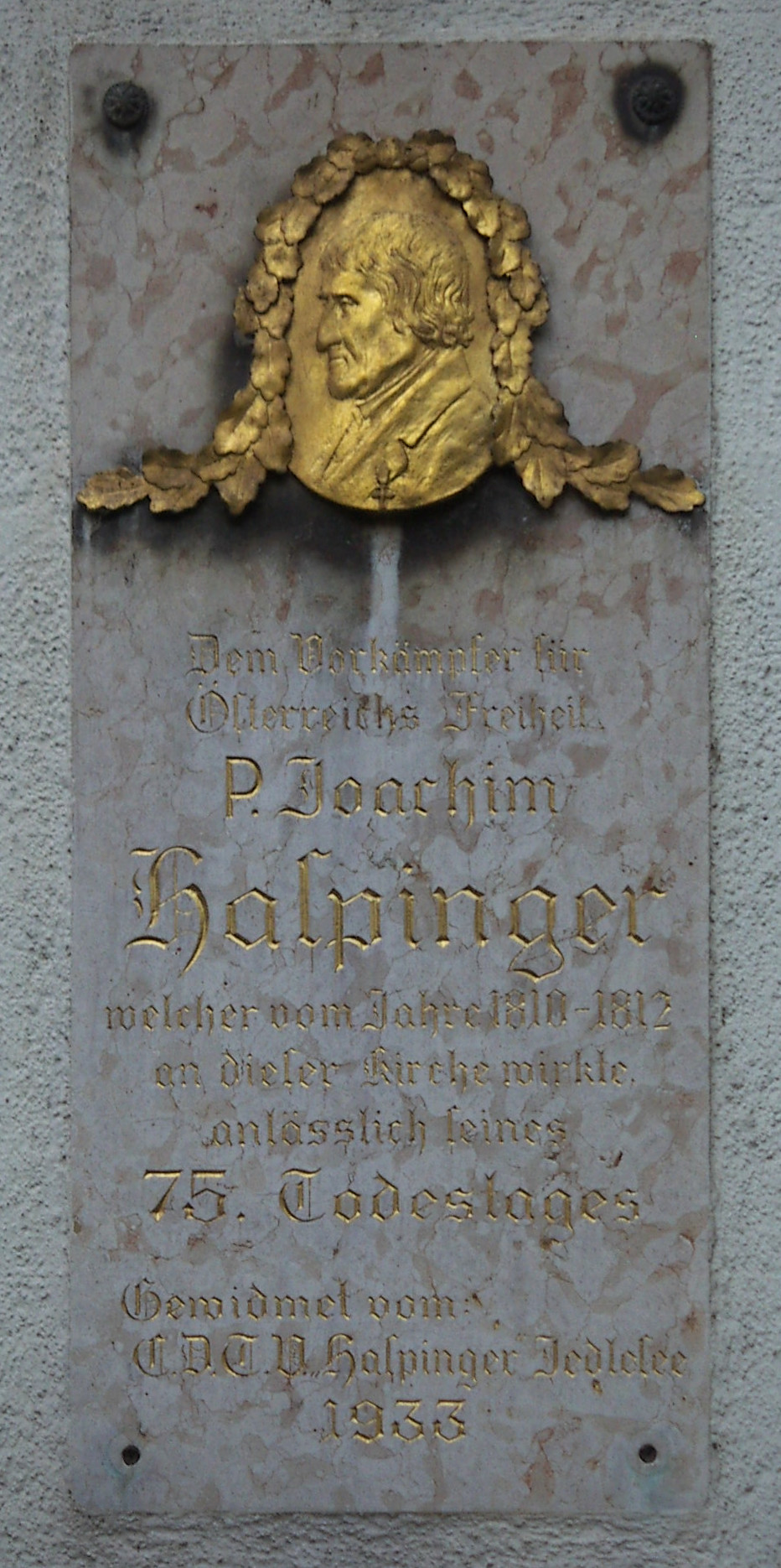
Làpida commemorativa de Haspinger

Joachim Haspinger (Gsies, 28 d'octubre de 1776 - Salzburg, 21 de gener de 1858) fou un sacerdot i patriota tirolès. Era fill d'un pagès i estudià al gymnasium de Bozen i als 19 anys ingressà una companyia de schützen, on destacà pel seu coratge. De 1799 a 1802 va estudiar filosofia a la Universitat d'Insbruck i ingressà a l'Orde dels Germans Menors Caputxins el 1805.
Participà en la revolta tirolesa de 1809 com a capellà militar, k¡i juntament amb Peter Mayr i Johann Kolb convenceren Andreas Hofer de dirigir la revolta. Durant la guerra fou comandant d'una companyia de schützen i contribuí a la victòria en la batalla de Bergisel a Innsbruck, el 13 d'agost de 1809. Després de l'afusellament de Hofer va fugir a Itàlia i es refugià a Laas (Vinschgau), d'on marxaria a Suïssa i després a Viena, on va rebre l'ajut de l'emperador Francesc I d'Àustria.
De 1810 a 1812 fou sacerdot a una parròquia de Viena. El 1811 fou nomenat sacerdot de l'emperador i el 1812 marxà al Tirol en missió secreta per a organitzar una altra insurrecció, però aquesta va fracassar. Després continuà exercint com a sacerdot a la Baixa Àustria fins al 1836. El 1854 fou nomenat sacerdot al districte vienès de Hietzing. Poc després l'emperador li va concedir una residència al seu castell de Salzburg, on hi va morir. El 1859 les seves despulles i les de Josef Speckbacher foren traslladades a la Hofkirche d'Innsbruck.